# جيمس ك. ويلزي
جيمس ك. ويلزي (بالإنجليزية: James C. Welsh)‏ هو سياسي بريطاني (وحمل سابقاً جنسية المملكة المتحدة لبريطانيا العظمى وأيرلندا)، ولد في 2 يونيو 1880، وتوفي في 4 نوفمبر 1954. حزبياً، نشط في حزب العمال.

## مناصب
- في الانتخابات العامة في المملكة المتحدة 1922 [الإنجليزية]‏، انتخب عضو برلمان المملكة المتحدة الـ32 عن دائرة Coatbridge (UK Parliament constituency) [الإنجليزية]‏ (15 نوفمبر 1922 – 16 نوفمبر 1923).
- في الانتخابات العامة في المملكة المتحدة 1923 [الإنجليزية]‏، انتخب عضو برلمان المملكة المتحدة الـ33 عن دائرة Coatbridge (UK Parliament constituency) [الإنجليزية]‏ (6 ديسمبر 1923 – 9 أكتوبر 1924).
- في الانتخابات العامة في المملكة المتحدة 1924 [الإنجليزية]‏، انتخب عضو برلمان المملكة المتحدة الـ34 عن دائرة Coatbridge (UK Parliament constituency) [الإنجليزية]‏ (29 أكتوبر 1924 – 10 مايو 1929).
- في الانتخابات العامة في المملكة المتحدة 1929 [الإنجليزية]‏، انتخب عضو برلمان المملكة المتحدة الـ35 عن دائرة Coatbridge (UK Parliament constituency) [الإنجليزية]‏ (30 مايو 1929 – 7 أكتوبر 1931).
- في الانتخابات العامة في المملكة المتحدة 1935 [الإنجليزية]‏، انتخب عضو برلمان المملكة المتحدة الـ37 عن دائرة Bothwell (UK Parliament constituency) [الإنجليزية]‏ (14 نوفمبر 1935 – 15 يونيو 1945).